# Estadio Helmántico
Das Estadio Helmántico ist ein in Villares de la Reina, einem Vorort von Salamanca, gelegenes Fußballstadion. Es bietet Platz für 17.341 Zuschauer und diente dem Verein UD Salamanca bis zu seiner Auflösung im Juni 2013 als Heimstätte. Das vereinseigene Stadion ging nach der Vereinsauflösung in den Besitz des spanischen Staates (Ministerium für Finanzen und öffentliche Verwaltung) über.

## Geschichte

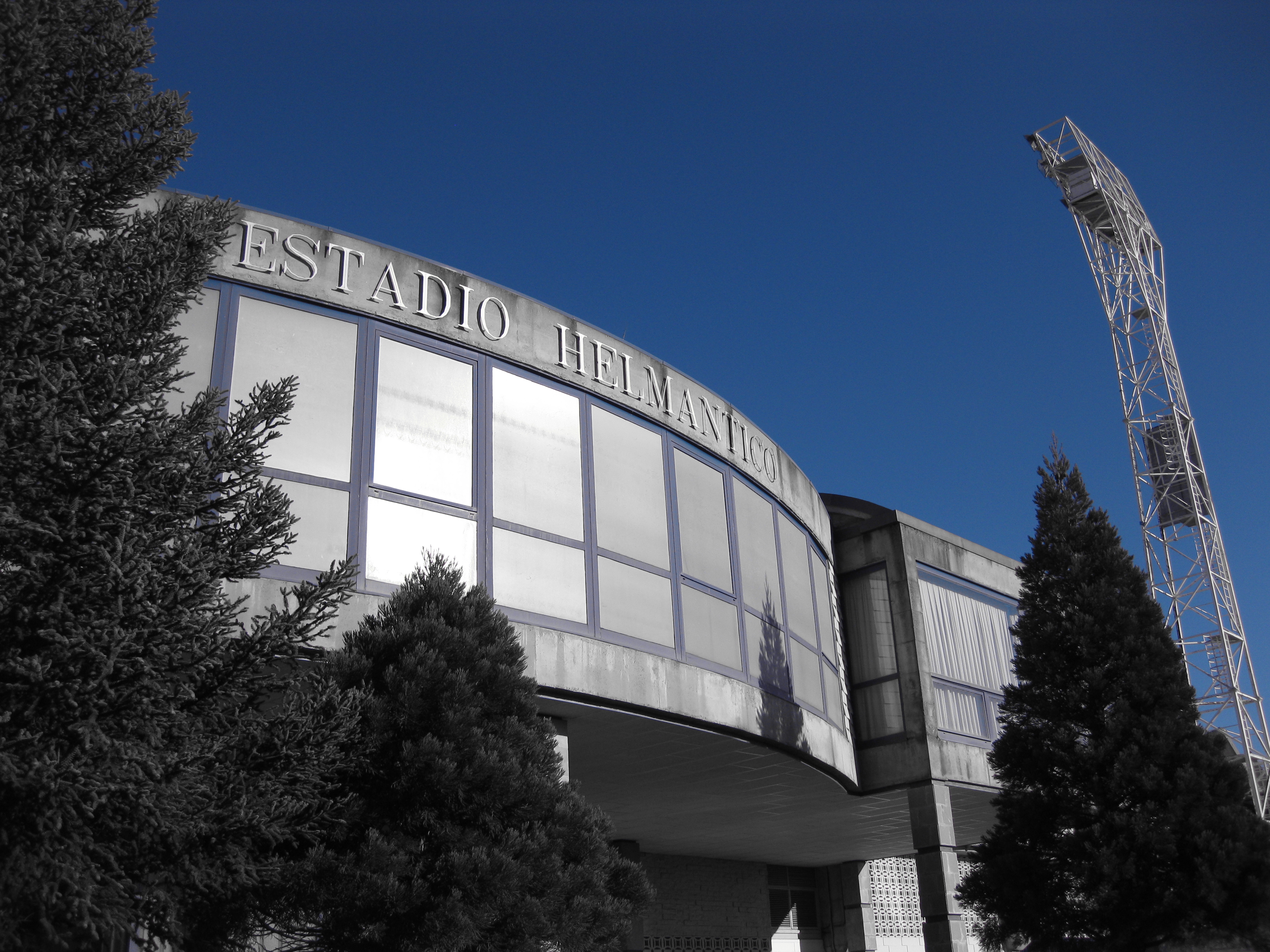
Das Stadion in der Außenansicht

Das Estadio Helmántico in Salamanca, der Hauptstadt der gleichnamigen Provinz in der spanischen Region Kastilien-León, wurde im Jahre 1970 erbaut und am 8. April des gleichen Jahres eröffnet. Zum ersten Spiel im neuen Stadion trafen sich das zukünftige Heimteam, UD Salamanca, und der portugiesische Spitzenclub Sporting Lissabon zu einem Freundschaftsspiel. Das erste Pflichtspiel im Estadio Helmántico fand statt am 26. April 1970 zwischen der UD Salamanca und Real Valladolid (2:1) im Rahmen des 34. Spieltages der spanischen, zweiten Liga Segunda División. Seitdem wurde das Stadion von UD Salamanca als Austragungsort für Heimspiele genutzt. Der Verein spielte zwölf Jahre lang in der höchsten spanischen Liga, der Primera División und konnte dort als beste Platzierung einen siebten Platz in der Spielzeit 1974/75 erreichen. Titel konnte UD jedoch nur in der Segunda División, der zweiten Liga, sammeln, die man dreimal gewann.
Das Estadio Helmántico ersetzte 1970 das Estadio El Calvario, wo UD Salamanca zuvor gespielt hatte. Es bietet heute Platz für 17.341 Zuschauer. Im Stadion trug die spanische Fußballnationalmannschaft auch schon eine Reihe von Länderspielen aus. Das erste Länderspiel, das im Estadio Helmántico stattfand, war eines zwischen Spanien und der Türkei im Mai 1971. Spanien gewann dabei nach Toren von Manolín Cuesta (2) und Carlos Alonso González mit 3:0. Rund sieben Jahre später hieß beim zweiten Länderspiel in Salamanca der Gegner für Spanien Zypern. Die Iberer siegten mit 5:0. Ein drittes Länderspiel folgte 1988, als Spanien in einem Qualifikationsspiel für die Europameisterschaft im gleichen Jahr gegen Schweden mit 1:3 den Kürzeren zog. 2005 siegte die spanische Nationalmannschaft in einem weiteren Freundschaftsspiel in Salamanca mit 3:0 über China. Der bisher letzte Länderkampf im Stadion von UD Salamanca fand am 8. Oktober 2010 statt, als Spanien im Rahmen der Qualifikation zur Europameisterschaft 2012 in Polen und der Ukraine mit 3:1 gegen Litauen gewann.
Am 18. Juni 2013 musste die UD Salamanca nach einer Gläubigerversammlung wegen Schulden in Höhe von rund 23 Mio. Euro die Auflösung des Vereins bekanntgeben. Das Eigentum des Vereins inklusive des Estadio Helmántico, das etwa einen Wert von 14 Mio. Euro hat, werden versteigert.
Im Juni 2014 scheiterte die Versteigerung des Helmántico aus Mangel an Kaufinteressenten. Das Angebot war auf 14,75 Mio. Euro angesetzt, aber auch eine Senkung um 25 Prozent im zweiten Versuch brachte keinen Erfolg. Nun können bis zum Ende 2014 Angebote für das Stadion abgegeben werden.
Nach der Auflösung der UD Salamanca gründete sich 2013 der CF Salmantino UDS, der seit 2016 das Stadion für die Heimspiele nutzt.
Mitte Juli 2016 wurde die Desarrollos Empresariales Deportivos SL neuer Eigentümer des Stadions.

## Länderspiele
Bisher trug die spanische Fußballnationalmannschaft der Männer vier Partien im Estadio Helmántico aus. Hinzu kommt ein Spiel der Olympiaauswahl 1971.
| Nr. | Datum         | Gegner              | Ergebnis | Anlass                                     |
| --- | ------------- | ------------------- | -------- | ------------------------------------------ |
| 1.  | 5. Mai 1971   | Türkei              | 5:0      | Qualifikation zu Olympia 1972              |
| 2.  | 13. Dez. 1978 | Zypern              | 2:0      | Qualifikation zur Europameisterschaft 1980 |
| 3.  | 1. Juni 1988  | Schweden            | 1:3      | Freundschaftsspiel                         |
| 4.  | 2. März 2005  | Volksrepublik China | 3:0      | Freundschaftsspiel                         |
| 5.  | 8. Okt. 2010  | Litauen             | 3:1      | Qualifikation zur Europameisterschaft 2012 |